# Gina Carano

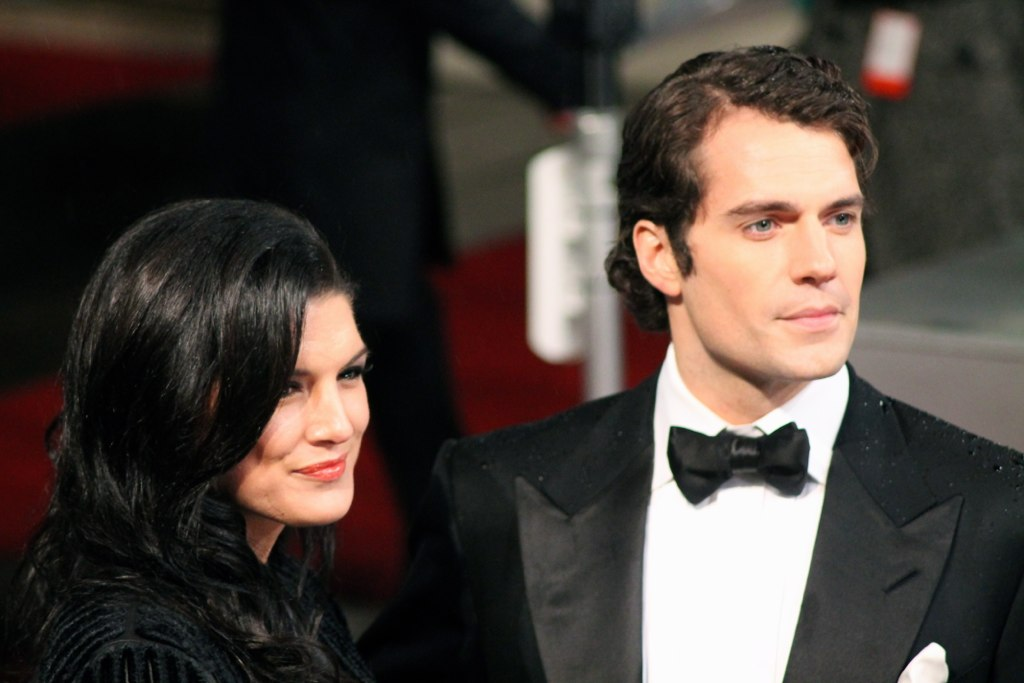
Gina Carano i Henry Cavill (BAFTA Awards 2013)

Gina Joy Carano (ur. 16 kwietnia 1982 w Dallas) – amerykańska zawodniczka boksu tajskiego i MMA oraz aktorka. Przez amerykańskie media jest określana mianem „twarzy kobiecego MMA”.

## Sport
Karierę w sportach walki zaczęła od boksu tajskiego. Jej bilans walk w tej dyscyplinie to 11-1-1.
W 2006 roku zadebiutowała w mieszanych sztukach walki. Od 2007 roku walczyła w EliteXC. Po bankructwie tej organizacji w 2008 roku przeszła do Strikeforce. 15 sierpnia 2009 roku zmierzyła się w San Jose z Brazylijką Cristiane "Cyborg" Santos o pierwsze w historii mistrzostwo Strikeforce kobiet. Przegrała przez techniczny nokaut na sekundę przed końcem pierwszej rundy. Była to jej pierwsza porażka w profesjonalnej karierze MMA.

## Film
W 2005 zadebiutowała na ekranie w jednej z głównych ról w filmie Ring Girls. W 2006 roku wystąpiła w reality show Fight Girls. W 2008 roku wzięła udział pod pseudonimem Crush w amerykańskim reality show American Gladiators, w tym samym roku wystąpiła również w grze Command & Conquer: Red Alert 3, w której wcieliła się w rolę sowieckiej komandos Nataszy. W 2009 roku wcieliła się w rolę Veretty w amerykańskim filmie Blood and Bone. W 2011 roku zagrała w głównej roli w filmie Ścigana jako Mallory Kane. W 2013 roku zagrała w  Szybcy i wściekli 6 jako Riley. W 2016 wystąpiła jako Angel Dust w filmie Deadpool. Zagrała również w pierwszym aktorskim serialu osadzonym w świecie Gwiezdnych wojen – The Mandalorian (2019).

## Wyróżnienia
W maju 2009 roku znalazła się na 16. miejscu na liście 100 najpiękniejszych kobiet świata sporządzonej przez czasopismo Maxim.

## Filmografia

### Filmy
| Rok  | Tytuł                 | Rola              | Uwagi    |
| ---- | --------------------- | ----------------- | -------- |
| 2009 | Blood and Bone        | Veretta Vendetta  | film DVD |
| 2011 | Ścigana               | Mallory Kane      |          |
| 2013 | Szybcy i wściekli 6   | Riley Hicks       |          |
| 2014 | We krwi               | Ava               |          |
| 2015 | Człowiek mafii        | Kris Bauhaus      | film DVD |
| 2015 | Ocalenie              | Victoria          | film DVD |
| 2016 | Deadpool              | Angel Dust        |          |
| 2016 | Kickboxer: Zemsta     | Marcia            | film DVD |
| 2018 | Scorched Earth        | Atticus Gage      | film DVD |
| 2019 | Madness in the Method | Carrie            |          |
| 2019 | Córka wilka           | Clair Hamilton    |          |
| 2022 | Terror on the Prairie | Hattie McAllister |          |
| 2022 | My Son Hunter         | Agentka Hound     |          |

### Telewizja
| Rok       | Tytuł           | Rola      | Uwagi      |
| --------- | --------------- | --------- | ---------- |
| 2014      | Almost Human    | Danica    | 1 odcinek  |
| 2019–2020 | The Mandalorian | Cara Dune | 7 odcinków |